# بهاء الدين البغدادي
بهاء الدين بغدادي (بالفارسية: بها الدین بغدادی؛ تُوفي بعد عام 1192) كان سكرتيرًا فارسيًا للخوارزمشاه، وهو معروف بخبرته في كتابة الرسائل الفارسية. كان رئيسًا لديوان الإنشاء (المستشارية) في عهد علاء الدين تكيش (حكم. 1172–1200).

## السيرة
إن خلفية وحياة بهاء الدين المبكرة غامضة. كان من سكان منطقة تسمى بغداد في منطقة خوارزم في آسيا الوسطى وليس في بغداد العراقية، وكان له أخ أكبر اسمه مجد الدين البغدادي ، وهو صوفيّ بارز في القرنين الثاني عشر والثالث عشر. برز بهاء الدين لأول مرة في عهد الخوارزمشاه علاء الدين تكيش (حكم. 1172–1200)، حيث كان يشغل منصب رئيس ديوان الإنشاء (المستشارية). سُجن بهاء الدين مرتين بسبب ارتباطه بالبلاط الخوارزمي؛ أولًا لفترة قصيرة بعد خلاف مع وزير تكيش نظام الملك شمس الدين مسعود الهروي، وفي وقت لاحق، سُجن في مرو من عام 1186 إلى عام 1189 على يد شقيق تكيش ومنافسه على العرش، سلطان شاه الخوارزمي. وفي أثناء سجنه الثاني كتب كتابه النثر الفارسي رسالة من الحبس (بالفارسية: رساله حبسيه) . أُطلق سراحه من السجن بعد أن عقد الإخوة السلام، وانضم مرة أخرى إلى تكيش. وفقًا لكتاب هفت إقليم لأمين الرازي (الذي توفي في القرن السابع عشر)، احتفظ بهاء الدين بمنصبه في عهد الخوارزمشاه التالي، محمد الثاني (حكم. 1200–1220)، وهو ما يعتبره عالم الدراسات الإيرانية كليفورد إدموند بوسورث "صعب التحقق منه". اختفى بهاء الدين من السجلات بعد عام 1192.
تميز بهاء الدين ككاتب بارز من خلال جودة كتاباته النثرية. وقد أشاد بأعماله شعراء مثل عوفي وسعد الدين الورافيني.